# Liste der Gedenktafeln in Berlin-Karow
Die Liste der Gedenktafeln in Berlin-Karow enthält die Namen, Standorte und, soweit bekannt, das Datum der Enthüllung von Gedenktafeln.
Die Liste ist nicht vollständig.

## Karow
| Bild | Name                         | Standort       | Datum der Enthüllung |
| ---- | ---------------------------- | -------------- | -------------------- |
|      | Meldestelle der Volkspolizei | Möserstraße 16 |                      |